# Scopula floslactata
Pour les articles homonymes, voir Phalène.
Espèce
Scopula floslactata, l’Acidalie laiteuse, est une espèce de lépidoptères (papillons) de la famille des Geometridae.

## Noms vernaculaires
Ce papillon est parfois désigné sous le nom de Phalène laiteuse.

## Description de l'imago
D'une envergure de 20 à 25 mm, ce papillon voit ses ailes barrées de deux lignes brun clair sinueuses.

## Plantes hôtes
La chenille vit sur divers arbres et plantes basses des bois humides et des landes (aulnes, saules, myrtilles, chèvrefeuilles).

## Liste des sous-espèces
Selon Catalogue of Life (18 juin 2013) :
- Scopula floslactata scotica Cockayne, 1951